# Grå gaffelsvans

Grå gaffelsvans, Furcula furcula är en fjärilsart som beskrevs av Carl Alexander Clerck 1759. Catalogue of Life anger istället Linnaeus 1761. Grå gaffelsvans ingår i släktet Furcula och familjen tandspinnare, Notodontidae. Arten är reproducerande i Sverige. Åtta underarter finns listade i Catalogue of Life, Furcula furcula ajatar Schilde, 1874, Furcula furcula atlantica Daniel, 1965, Furcula furcula forficula Fischer von Waldheim, 1820, Furcula furcula fuscinula Hübner, 1800, Furcula furcula nordlandica Daniel, 1965, Furcula furcula occidentalis Lintner, 1878, Furcula furcula pseudobicuspis Daniel 1938 och Furcula furcula songuldakensis Daniel 1938.

## Bildgalleri

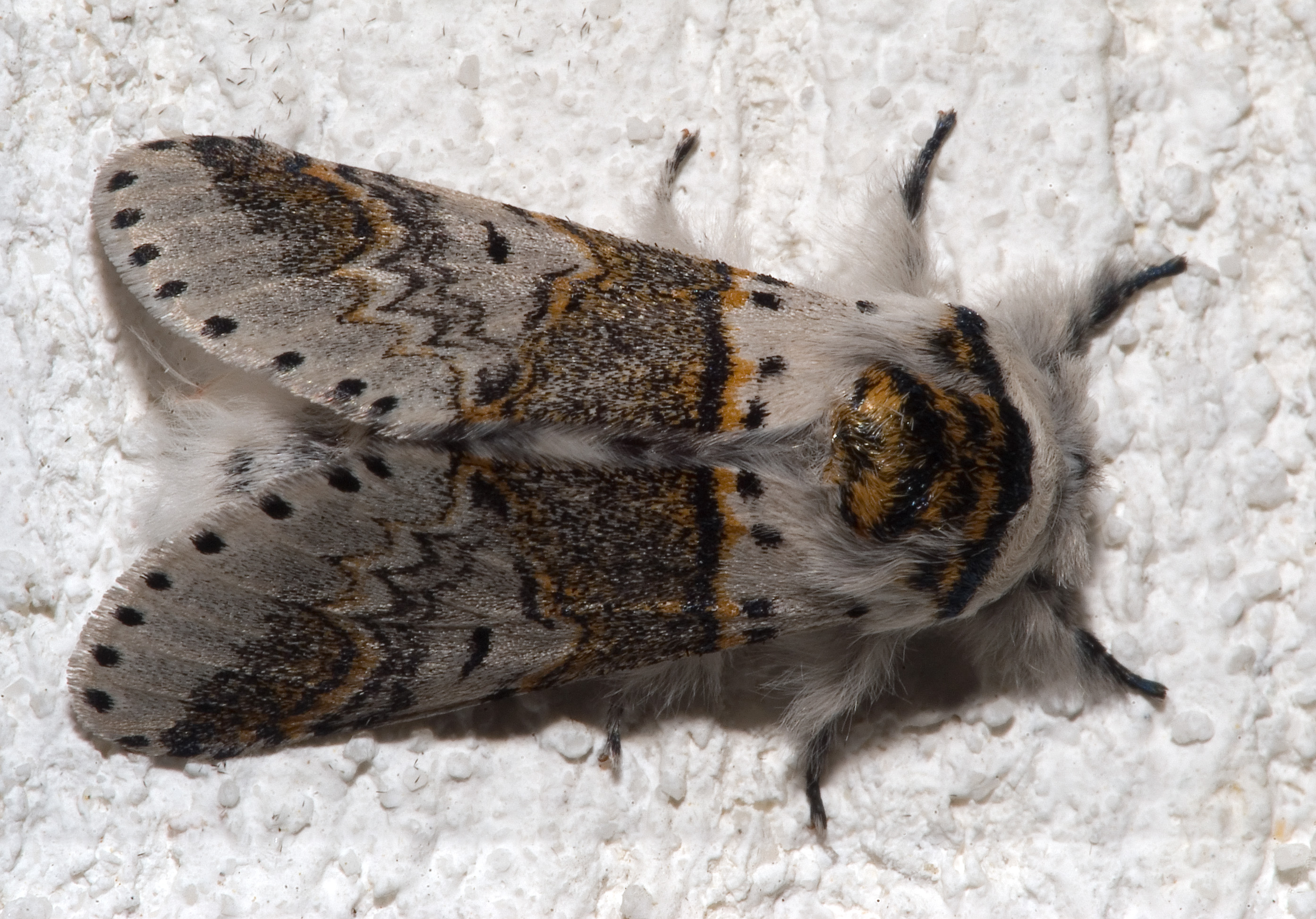
Imago fjäril
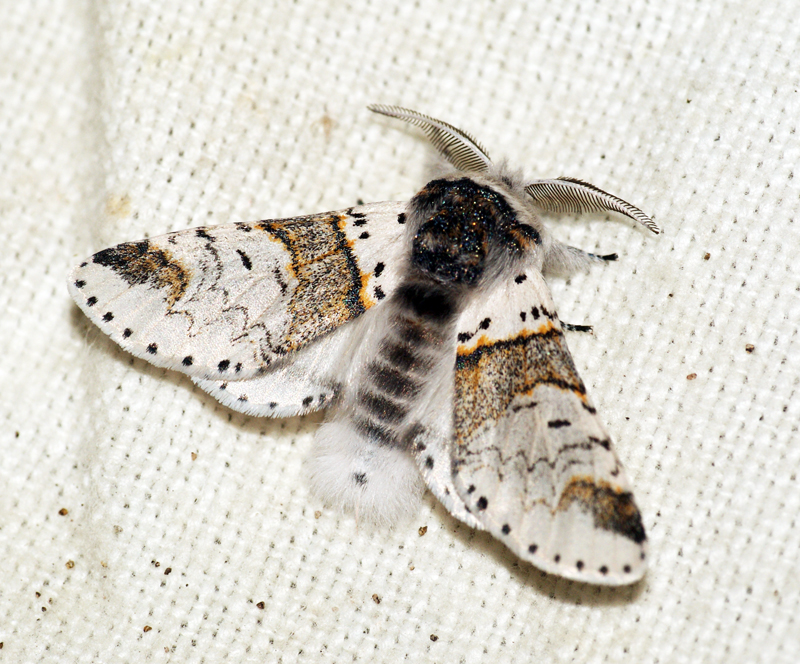
Imago fjäril, hane
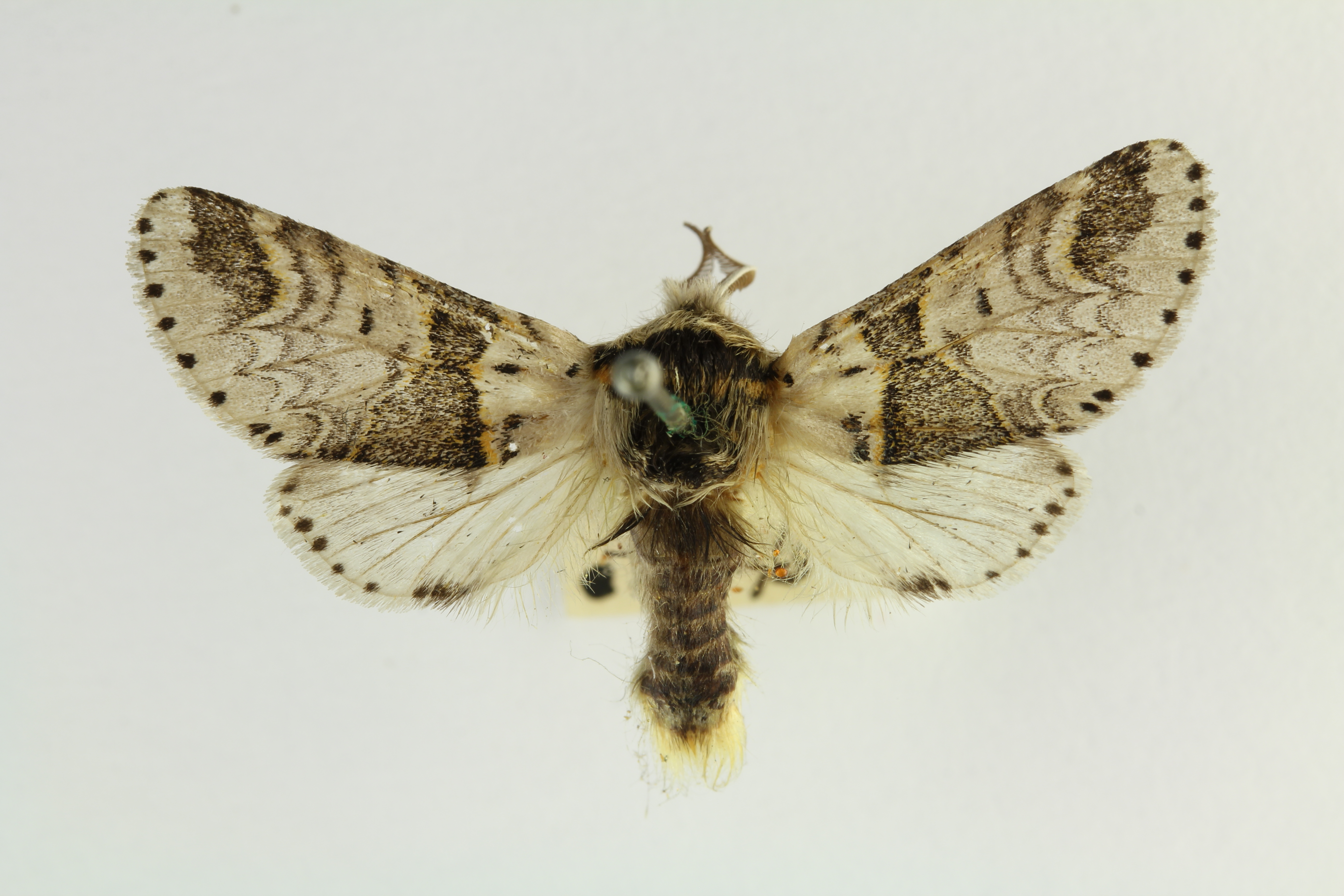
Preparerad (uppnålad) imago fjäril